# Gedangsewu (Pare)
Gedangsewu is een bestuurslaag in het regentschap Kediri van de provincie Oost-Java, Indonesië. Gedangsewu telt 16.133 inwoners (volkstelling 2010).